# Ted Strong
Theodore Roosevelt Strong jr., detto Ted (South Bend, 2 gennaio 1914 – Chicago, 1º marzo 1978), è stato un giocatore di baseball e cestista statunitense, professionista nella NBL.

## Carriera
Giocò per una stagione nella NBL, disputando 10 partite con 3,6 punti di media.